# Поляна-Крижевацька
45°58′ пн. ш. 16°32′ сх. д. / 45.96° пн. ш. 16.53° сх. д.
Поляна-Крижевацька (хорв. Poljana Križevačka) — населений пункт у Хорватії, у Копривницько-Крижевецькій жупанії у складі міста Крижевці.

## Населення
Населення за даними перепису 2011 року становило 396 осіб.
Динаміка чисельності населення поселення: